# 錫達維爾 (伊利諾伊州)
錫達維爾（英語：Cedarville）是位於美國伊利諾伊州斯蒂芬森縣的一個村落。

## 地理
錫達維爾的座標為42°22′30″N 89°30′22″W / 42.37500°N 89.50611°W，而該地最高點為海拔高度264米（即866英尺）。

## 人口
根據2010年美國人口普查的數據，錫達維爾的面積為1.17平方千米，當中陸地面積為1.17平方千米，而水域面積為0.00平方千米。當地共有人口741人，而人口密度為每平方千米633人。